# Pèsol farratger
El pèsol farratger o pèsol proteaginós és una cultivar de pèsol del qual la llavor seca es fa servir com farratge. És una selecció de pèsols amb major contingut de proteïna i menys de sucre que els pèsols hortícoles. Acostumen a tenir les flors de color blavós a diferència de la dels pèsols hortícoles que són de color blanc.
La producció de pèsol proteaginós a Europa, com a conreu de primavera, és una alternativa al conreu de la soia que en la seva major part es conrea a Amèrica, com a conreu d'estiu. Tanmateix les produccions de pèsol proteaginós resulten més irregulars que la dels cereals d'hivern.
El pèsol farratger és un conreu extensiu que es sembra a la darreria de la tardor i es cull des de la fi de la primavera o principi d'estiu. També es pot sembrar a l'hivern. Necessita desherbar-se amb un herbicida perquè les males herbes ofegarien les plantes. El principal problema fitopatològic és el pugó verd. El rendiment mitjà al Berguedà és d'uns 2.500 kg/ha.